# Bacia hidrográfica do rio Camaquã
A Bacia do rio Camaquã situa-se na Região hidrográfica do Litoral, na porção centro-sul do Rio Grande do Sul. Abrange as províncias geomorfológicas do Escudo Sul-Rio Grandense e Planície Costeira.
Possui uma área de 21.657,1 km², em seu território estão inseridos, total ou parcialmente, 28 municípios. Limita-se ao norte com as bacias Lago Guaíba, Baixo Jacuí e Vacacaí–Vacacaí Mirim, a oeste com a bacia do rio Santa Maria; ao sul com as bacias Mirim–São Gonçalo e rio Negro.
Abrange municípios como Arambaré, Bagé, Caçapava do Sul, Dom Feliciano e Tapes, com população estimada em 356.133 habitantes. Os principais corpos de água são o rio Camaquã e os Arroios Sutil, da Sapata, Evaristo, dos Ladrões, Maria Santa, do Abrânio, Pantanoso, Boici e Torrinhas.
O rio Camaquã tem suas nascentes localizadas nos arredores de Lavras do Sul, Bagé e Dom Pedrito, a cerca de 400 metros de altitude. Com cerca de 430 km de extensão, apresenta sua foz na Lagoa dos Patos, entre os municípios de Camaquã e São Lourenço do Sul.

## Unidades de gestão
A Bacia foi dividida em 5 UGs: Arroio Velhaco, Baixo Camaquã-Duro, Médio Camaquã, Arroio Turuçu e Alto Camaquã.
| Unidade de gestão  | Área (km²) |
| ------------------ | ---------- |
| Alto Camaquã       | 7.363,4    |
| Médio Camaquã      | 7.146,8    |
| Baixo Camaquã-Duro | 3.898,3    |
| Arroio Velhaco     | 1.732,6    |
| Arroio Turuçu      | 1.516,0    |
| Total              | 21.657,1   |

Municípios localizados na bacia hidrográfica do Camaquã
| Município           | Área na bacia (km²) | %     |
| ------------------- | ------------------- | ----- |
| Amaral Ferrador     | 506,3               | 100,0 |
| Arambaré            | 518,7               | 100,0 |
| Arroio do Padre     | 57,2                | 46,90 |
| Bagé                | 2.082,3             | 50,28 |
| Barão do Triunfo    | 100,4               | 22,68 |
| Barra do Ribeiro    | 43,6                | 8,01  |
| Caçapava do Sul     | 883,4               | 28,97 |
| Cachoeira do Sul    | 22,0                | 0,62  |
| Camaquã             | 1.678,3             | 100,0 |
| Canguçu             | 2.573,9             | 72,87 |
| Cerro Grande do Sul | 277,0               | 85,96 |
| Chuvisca            | 220,3               | 100,0 |
| Cristal             | 681,2               | 100,0 |
| Dom Feliciano       | 967,5               | 71,30 |

| Município            | Área na bacia (km²) | %     |
| -------------------- | ------------------- | ----- |
| Dom Pedrito          | 304,4               | 5,73  |
| Encruzilhada do Sul  | 1.999,1             | 59,78 |
| Hulha Negra          | 104,2               | 11,43 |
| Lavras do Sul        | 1.365,0             | 52,26 |
| Pelotas              | 149,0               | 9,35  |
| Pinheiro Machado     | 1.289,2             | 57,65 |
| Piratini             | 1.574,7             | 44,20 |
| Santana da Boa Vista | 1.103,7             | 77,65 |
| São Gabriel          | 7,2                 | 0,09  |
| São Jerônimo         | 127,7               | 13,69 |
| São Lourenço do Sul  | 2.035,1             | 100,0 |
| Sentinela do Sul     | 192,8               | 67,32 |
| Tapes                | 677,4               | 80,30 |
| Turuçu               | 114,1               | 43,21 |

## Origem do Nome
Camaquã é um nome de origem tupi-guarani, e significa "rio da serra com forma de seios". Outra interpretação popularmente aceita para significado da palavra; Camaquã provem de yacuã: rio ligeiro.